# Jonesiobryum cerradense
Jonesiobryum cerradense är en bladmossart som beskrevs av Vital, Bruce H. Allen och Ronald Arling Pursell 1991. Jonesiobryum cerradense ingår i släktet Jonesiobryum och familjen Rhachitheciaceae. Inga underarter finns listade i Catalogue of Life.